# Когнітивно-емоційна-поведінкова терапія
Когнітивно-емоційно-поведінкова терапія («КЕПТ», англ. Cognitive emotional behavioral therapy, «CEBT») — це розширена версія когнітивно-поведінкової терапії («КПТ»), яка спрямована на допомогу людям оцінити основу свого емоційного дистресу та, таким чином, зменшити потребу у пов'язанні із цим дисфункціональними способами подолання (наприклад: харчова поведінка, включаючи переїдання, очищення, обмеження споживання їжі та зловживання речовинами). Це психотерапевтичне втручання спирається на низку моделей і технік, включаючи діалектично-поведінкову терапію («ДПТ»), медитацію усвідомленості, терапію прийняття та рішучості (ТПтР) та експериментальні вправи.
«КЕПТ» використовувався в основному для людей з розладами харчової поведінки, оскільки він пропонує альтернативу стандартній «КПТ», яка не допомагає полегшити подібні симптоми. Дослідження показують, що «КЕПТ» може допомогти зменшити емоційне переїдання, депресію та тривогу, а також підвищити самоповагу. «КЕПТ» була розроблена у 2006 році британським психологом Еммою Ґрей (уроджена Корсторфін). Його ключові компоненти включають психологічну освіту; техніки для посилення усвідомлення емоцій та мотивацій до змін; і стратегії реструктуризації переконань щодо досвіду та вираження емоцій. Хоча («КЕПТ») спочатку була розроблена для допомоги особам з розладами харчової поведінки, її ефективність у допомозі людям краще зрозуміти свої емоції та керувати ними призводить до того, що психологи все частіше використовують її як «попередню терапію» для підготовки пацієнтів до процесу терапії низки проблем, включаючи тривогу, депресію, обсесивно-компульсивний розлад («ОКР») і посттравматичний стресовий розлад («ПТСР»), які часто можуть бути емоційно важкими.

## Техніки
- Діалектично-поведінкова терапія («ДПТ») — це вид психотерапії, яка використовується для лікування різних розладів. Мета цієї терапії – сприяти створенню позитивних змін у поведінці людини.[5] «ДПТ» зосереджується в основному на лікуванні осіб, які страждають на булімію, наркозалежність, емоційно нестабільний розлад особистості, депресію або інші психологічні розлади.[5]
- Медитація самоусвідомлення[en] — це техніка, яка збільшує та покращує обізнаність. Ця техніка спрямована на зниження стресу та покращення уваги.[6] Це форма зосередження на тому, що відбувається «тут і зараз». Медитація самоусвідомлення спрямована на покращення психічного здоров'я, допомагаючи людям із розладами керувати своїми емоціями.[6]
- Терапія прийняття та рішучості (««ТПтР»») — це лікування, спрямоване на те, щоб допомогти людям прийняти почуття та досвід, через які вони проходять.[7] Часто людям доводиться мати справу з неприємними почуттями, думками чи переживаннями, і у відповідь вони уникають цих емоцій, ігнорують їх, у способі впоратися зі стресом. Що стосується того, як люди реагуємо, «ТПтР» допомагає з визнанням, прийняттям, та рішенням внести зміни у свою поведінку та виконати це зобов'язання.[7]
- Експериментальні вправи — відіграють важливу роль у «КЕПТ», оскільки вони дозволяють людям брати активну участь у навчальному процесі. Відчуття того, чого навчають, може позитивно вплинути на тих людей, які відчувають емоційні та поведінкові труднощі.[8] Ці вправи часто використовуються у різних видах терапії, щоб допомогти людям дізнатися різноманітність, прийняття, несправедливість і так далі.[9]  Експериментальні вправи можна включити в лікування осіб, які мають розлади. Ці вправи допомагають людям знати, як реагувати або справлятися в певних складних для них ситуаціях.[8]

## Передмова
У 2006 році доктор Емма Ґрей (уродженка міста Корсторфін) започаткувала ідею когнітивно-емоційної-поведінкової терапії (КЕПТ»). «КЕПТ» використовує методи з инших типів лікування, таких як когнітивна поведінкова терапія та діалектично-поведінкова терапія. Основна мета «КЕПТ» полягає в тому, щоб допомогти людям навчитися справлятися зі своїми емоціями, зменшити стрес і тривогу, а також змінити свою поведінку. Ґрей зауважила, що емоції відіграють вирішальну роль у розладах, тому саме вони потребують уваги у глибокому вирішені проблеми з точки зору лікування. Когнітивно-поведінкова терапія мала на меті лікування того, до чого пацієнта найбільша увага та потреба у допомозі, будь то емоційні, поведінкові, когнітивні проблеми тощо. «КПТ» практикується з 1960-х років. У ній більша увага приділяється когнітивній психології та її впливу на поведінку. У 2003 році почали надходити припущення про те, що КПТ необхідно розширити, щоб задовольнити потреби ще більш специфічних вразливостей, таких як емоції, соціальне середовище, стосунки тощо. Ґрей бачила потребу у підході, який би більше зосереджувався на емоційних компонентах.
Дослідження Ґрей спеціально аналізували когнітивно-емоційну поведінкову терапію («КЕПТ») саме для розладів харчової поведінки («РХП»). Але вона виявила, що «КПТ» і пов'язані з нею методи лікування булімії не ефективні. «КПТ» в основному використовує методи лікування, спрямовані на виявлення когнітивних або поведінкових особливостей як джерела подальших проблем. Висновки Ґрей же показують, що терапія, зосереджена на емоціях, допомогла людям керувати своїми емоціями та труднощами. Дослідження показали, що емоційний стрес є основною причиною булімії. Додаткові дослідження показують, що причиною булімії часто є емоційний стан людини та її стосунки з людьми. «КЕПТ» допомагає цим особам із розладами впоратися зі своїми емоціями та розвинути навички, необхідні для позитивного поводження у своїх раніше тривожних ситуаціях, після терапії.

## Випадок
Ґрей (уродженка міста Корсторфін) аналізує випадок, щоб визначити, чи ефективна когнітивно-емоційна поведінкова терапія для розладів харчової поведінки («КЕПТ» для «РХП»). У цьому випадку 22-річна жінка, на ім'я Анна, яка страждає на булімію та анорексію, проходить «КПТ» і може регулювати деякі зі своїх моделей харчування та зменшити кількість разів, коли вона очищається. Було визнано, що Анна мала емоційну травму через середовище, в якому вона виросла. Її самооцінка та вираження емоцій були пригнічені її сім'єю. «КЕПТ» для «РХП» дозволила їй відчути заохочення проявити свої емоції та виявити джерело своїх труднощів. «КЕПТ» є ефективним способом полегшення симптомів когнітивних та емоційних розладів, коли типова «КПТ» не забезпечує достатніх вправ і тренувань для бажаного результату. Емоції є основною проблемою розладів харчової поведінки. У випадку Анни «КПТ» була б корисною, але зосередилася б головним чином на зміні негативних або необґрунтованих думок. У центрі проблеми Анни була емоційна травма, яку вона отримала в дитинстві, і їй було важко висловити свої почуття. Щоб задовольнити конкретні потреби Анни, «КПТ» було недостатньо, але «КЕПТ» надала простір для саморефлексії, щоб знайти корінь її проблем. «КЕПТ» допомогла їй визначити та зрозуміти свої емоції, що дозволило їй навчитися навичок, які допоможуть їй впоратися з цими емоціями та полегшити симптоми її проблем.